# Ca n'Aliguer (Sant Miquel Sesperxes)
Ca n'Aliguer, també escrit com a Ca l'Aliguer o Ca l'Aligué, és un mas del municipi de Sant Martí de Centelles (Osona), situat a l'extrem sud occidental del terme, a prop i a llevant de la carretera C-1413b. Queda just al sud del revolt que hi ha en el punt quilomètric 8,4 d'aquesta carretera, al nord del Racó de la Font, a la dreta del torrent de la Viuda i al sud-oest dels Camps de Ca n'Aliguer.
L'edifici principal fou construït segurament cap el segle xiv, però no se'n coneixen referències fins al segle xvi, moment en el qual apareix en el fogatge de 1553 com a propietat de Joana Aliguer viuda. Durant els segles XVII i XVIII, el mas viu una expansió econòmica i és quan s'hi fan grans reformes i ampliacions. En aquell moment fou una de les explotacions agrícoles més importants de la zona; actualment el mas també té activitat agrícola i ramadera.
L'edifici principal té una planta rectangular, de coberta de doble vessant i 3 alçades (planta baixa, primer pis i pallissa). Les parets són de pedra local de petites i mitjanes dimensions, lligades amb morter i arrebossat. Les pedres cantoneres són carreus de mida grossa ben tallats i col·locats a soga i través. La façana principal dona a l'interior d'un petit barri de petites edificacions annexes tancades al voltant de l'edifici principal. La porta principal és adovellada i les finestres estan disposades de forma irregular. La part inferior de la façana és reforçada per contraforts ben visibles.